# Lassad Nouioui
Lassad Hassen Nouioui (Marsella, 8 de març de 1986) és un exfutbolista franco-tunisià, que ocupava la posició de davanter.

## Trajectòria
Arriba a les files del Deportivo de La Corunya al juliol del 2008, provinent del LB Châteauroux, de la Ligue 2 francesa. En principi milita al filial gallec, però les seues actuacions el duen a debutar amb el primer equip a l'1 de febrer del 2009, contra el Vila-real CF. Eixe any disputaria 14 partits i marcaria 3 gols.
A partir de la temporada 09/10 es consolida en el primer planter deportivista.

## Selecció
Lassad va optar per representar internacionalment a Tunísia, amb qui ha disputat tres partits.